# Episodi de L'ispettore Barnaby (quinta stagione)
La quinta stagione del telefilm L'ispettore Barnaby è andata in onda nel Regno Unito dal 16 giugno al 22 settembre 2002 sul network ITV.
| nº | Titolo originale           | Titolo italiano                  | Prima TV UK       | Prima TV Italia |
| -- | -------------------------- | -------------------------------- | ----------------- | --------------- |
| 1  | Market for Murder          | Il club della lettura            | 16 giugno 2002    |                 |
| 2  | A Worm in the Bud          | Il bosco della discordia         | 23 giugno 2002    |                 |
| 3  | Ring Out Your Dead         | Le campane suonano a morto       | 15 settembre 2002 |                 |
| 4  | Murder on St. Malley's Day | Omicidio il giorno di San Malley | 22 settembre 2002 |                 |

## Il club della lettura
- Titolo originale: Market for Murder

Nel grazioso villaggio di Midsomer Market, qualcuno appicca il fuoco alla Alvis d'epoca da poco acquistata dall'azionista Selwyn Proctor; l'uomo, che stava salendo a bordo del veicolo, riesce ad allontanarsi appena in tempo prima dell'esplosione. La mattina seguente, Barnaby e Troy si recano sul luogo per indagare sull'avvenuto. Tuttavia, mentre sono ancora alla ricerca dell'ignoto piromane, giunge la notizia che un'anziana donna del villaggio è stata appena trovata assassinata nella sua abitazione. La signora Marjorie era a capo di un Club di lettura femminile. Barnaby ritiene che la piccola società fosse in realtà una copertura per qualcosa di molto diverso: infatti si scopre che le signore gestivano in segreto un consorzio di investimenti. Ma quando un'altra socia del Club viene trovata morta nella sua piscina, la pista da seguire non sembra più tanto scontata.

## Il bosco della discordia
- Titolo originale: A Worm in the Bud

Mentre stanno giocando nel bosco di Setwale, vicino al villaggio di Midsomer Worthy, i piccoli Julia e Sean Fielding rinvengono il corpo di una donna disteso fra i cespugli. Una volta tornati a casa, però, non vengono creduti dai genitori. Ma quando il giorno seguente, proprio i cani del signor Fielding scoprono un cadavere di sesso femminile galleggiare nello stagno in mezzo al bosco, Barnaby e Troy accorrono sul posto. La donna è Susan Bartlett, e suo marito Simon ha appena perso un processo contro James Harrington circa la proprietà dello stesso bosco. Tuttavia, dal momento che Simon Bartlett aveva appena ricevuto un'email di addio da parte della moglie, tutti i suoi concittadini sembrano certi che la donna si sia suicidata per la depressione di cui soffriva a causa dalla propria sterilità. Barnaby, dal canto suo, trova che fra la vittima e la donna vista dai bambini, il giorno prima, ci siano fin troppe somiglianze...

## Le campane suonano a morto
- Titolo originale: Ring Out Your Dead

In vista dell'annuale competizione per campanari della contea, un gruppo di sei aspiranti suonatori di Midsomer Wellow si esercita quasi quotidianamente nella torre della parrocchia del villaggio. La squadra, che è capitanata dall'eccentrico Peter Fogden, ha persino raccolto una somma da puntare - per buon auspicio - su di un cavallo dal significativo nome di Ring-a-Ding-Ding, riuscendo a spartirsi la vincita di £30,000. Ma proprio quando la gara è ormai alle porte, qualcuno inizia a uccidere uno ad uno i campanari, lasciando di volta in volta accanto ai corpi i versi di un'antica filastrocca del luogo. La furia dell'assassino non risparmia neanche una giovane partecipante nel giorno del suo matrimonio.

## Omicidio il giorno di San Malley
- Titolo originale: Murder on St. Malley's Day

Mentre l'ispettore Barnaby assiste ad un evento sportivo in una scuola privata per ragazzi, il Devington College di Midsomer Parva, uno degli allievi muore davanti a suoi occhi, a causa delle pugnalate infertegli da uno sconosciuto durante la corsa attraverso il bosco. Le indagini convergono presto sull'elitaria società scolastica conosciuta con il nome di Pudding Club, i cui membri sembrano ossessivamente coinvolti nelle sue attività.